# Kerkelanden (Hilversum)
Kerkelanden is een woonwijk in Hilversum-Zuidwest met ongeveer 5700 inwoners. De wijk dankt zijn naam aan de Grote Kerk in Naarden, waartoe het behoorde en die in 1481 afbrandde.
De bouw van de wijk is begonnen in 1966 in de uitbreidingsfase van de gemeente die deze wijk en de Hilversumse Meent opleverde. In het begin van de bouw kon men verspreid over het gebied nog illegale woninkjes vinden in de vorm van hutten en caravans en liepen er nog weleens paarden door de hofjes, tot groot plezier van de kinderen. Het grootste deel van de woningen in de wijk is gebouwd in de periode 1967 tot en met 1975; eind jaren tachtig vond er nog een uitbreiding plaats aan de westzijde (Nieuwenhoek).
Kerkelanden bestaat grotendeels uit hofjes met eengezinswoningen; daarnaast staan er vooral aan de entree van de wijk veel hoogbouwflats met tot veertien woonlagen. De wijk bezit een winkelcentrum (geopend in 1972), een sporthal (in 2003 afgebrand en in 2007 op een andere plaats opnieuw opgebouwd) en een aantal vijvers met in een daarvan een beeld van een Sirene (halfgodin). In Kerkelanden wonen 3.838 inwoners per km², terwijl dat in de rest van Hilversum 1.867 inwoners per km² is.